# Hero Inside
Hero Inside è una serie animata sudcoreana-cinese-thailandese creata da Taewook Koh, Joogong Meang e Jeehyun Kim e prodotta da Million Volt Animation Studios, con la collaborazione di CJ ENM, Tencent Video e YGG Global. La serie è stata esportata da Warner Bros. tramite il marchio multinazionale dedicato ai ragazzi Cartoon Network.
In Italia la prima stagione è stata trasmessa da Cartoon Network dal 2023 e la seconda da Boing da marzo 2025. L'adattamento e il doppiaggio sono stati affidati allo studio Iyuno Italy.

## Descrizione
Scott è un fumettista misteriosamente scomparso dopo aver creato 100 supereroi in 100 fumetti, senza mai pubblicarli. Questi si disperderanno per tutta San Francisco, provocando una serie di strani eventi. Mike (abbreviazione di Mickael), un ragazzo di 13 anni, trova una delle copie del fumetto di Scott, Lacriman. Quando il ragazzo pronuncia il nome del supereroe, il personaggio esce dal fumetto e la vita di Mike cambia per sempre.

## Episodi
| Stagioni         | Episodi | Prima TV originale | Prima TV Italia |
| ---------------- | ------- | ------------------ | --------------- |
| Prima stagione   | 11      | 2023               | 2023-2024       |
| Seconda stagione | 9       | 2024               | 2025            |